# Beautiful Trauma
Beautiful Trauma  је седми студијски албум америчке кантауторке Пинк. Издат је 13. октобра 2017. од стране RCA Records-а. Након објављивања албума The Truth About Love, Пинк је направила паузу у каријери како би се посветила приватном животу и поново добила инспирацију. Албум је стваран три године, са почетком 2015. На пројекту су учествовали разни продуценти, попут Грега Керстина, Макса Мартина, Џека Антонофа и Шелбека. Пинк и њен менаџер, Роџер Дејвис, били су извршни продуценти албума.  Beautiful Trauma је пре свега поп албум, али је на њему присутан и утицај електронског денса и фолк музике. Текстови песама базирају се на темама љубави, сломљеног срца и дуалности живота, а такође и изражавају друштвене и глобалне проблеме.
Албум је добио мешовите критике музичких критичара, од којих су многи хвалили целокупну продукцију и певачицин вокал. Албум је дебитовао на првом месту америчке рекордне листе Billboard 200, са продајом од 408.000 јединица еквивалентних албуму — поставши певачицин најпродаванији албум у првој недељи објављивања. Касније је добио платинасти сертификат од стране Америчког удружења дискографских кућа (RIAA) за продају од 1.000.000 сертификатских јединица. Албум је достигао на прво место рекордних листа у више од 10 земаља, зкључујући Аустралију, Канаду, Нови Зеланд, Швајцарску и Уједињено Краљевство. Према подацима Међународне федерације фонографске индустрије (IFPI),  Beautiful Trauma је био међу најпродаванијим албумима на свету 2017. и 2018, а укупно је продато преко 3.000.000 примерака широм света.
What About Us је објављен 10. августа 2017. као водећи сингл на албуму. Био је комерцијално успешан — достигавши на прво место рекордних листа у осам земаља, као и међу 10 најбољих у 12 других земаља, док је на америчкој листи Billboard Hot 100 достигао на 13. место. Други сингл, Beautiful Trauma, био је умерено успешан и достигао је међу 40 најбољих на листама у 10 земаља. Албум је промовисан у оквиру турнеје „Beautiful Trauma World Tour” која је трајала од марта 2018. до новембра 2019. године и остварила зараду од преко 390.000.000 долара, поставши једна од турнеја са највећом зарадом свих времена. Beautiful Trauma је номинован за најбољи поп вокални албум на 61. додели награда Греми, а сингл What About Us је номинован за најбољу поп соло изведбу на 61. додели награда Греми.

## Списак песама
| №               | Назив                       | Аутор(и)                                                      | Продуцент(и)             | Трајање |  |
| 1.              | Beautiful Trauma            | Пинк Џек Антоноф                                              | Антоноф                  | 4:10    |  |
| 2.              | Revenge (са Еминемом)       | Пинк Еминем Макс Мартин Шелбек                                | Шелбек Мартин            | 3:46    |  |
| 3.              | Whatever You Want           | Пинк Мартин Шелбек                                            | Шелбек Мартин            | 4:02    |  |
| 4.              | What About Us               | Пинк Џони Макдејд Стив Мак                                    | Стив Мак                 | 4:29    |  |
| 5.              | But We Lost It              | Пинк Грег Керстин                                             | Керстин                  | 3:27    |  |
| 6.              | Barbies                     | Пинк Џулија Мајклс Рос Голан Јакоб Јерлстрем Лудвиг Седерберг | The Struts [а] Голан [б] | 3:43    |  |
| 7.              | Where We Go                 | Пинк Керстин                                                  | Керстин                  | 4:27    |  |
| 8.              | For Now                     | Пинк Мајклс Матијас Ларсон Робин Фредриксон Мартин            | Mattman & Robin          | 3:36    |  |
| 9.              | Secrets                     | Пинк Мартин Шелбек Оскар Холтер                               | Шелбек Мартин Холтер     | 3:30    |  |
| 10.             | Better Life                 | Пинк Антоноф Сем Дју                                          | Антоноф                  | 3:20    |  |
| 11.             | I Am Here                   | Пинк Били Ман Кристијан Медис                                 | Ман Медис                | 4:06    |  |
| 12.             | Wild Hearts Can't Be Broken | Пинк Busbee                                                   | Busbee                   | 3:21    |  |
| 13.             | You Get My Love             | Пинк Тобајас Џесо мл.                                         | Пинк Џесо мл.            | 5:11    |  |
| Укупно трајање: | Укупно трајање:             | Укупно трајање:                                               | Укупно трајање:          | 51:08   |  |

| №               | Назив           | Аутор(и)        | Продуцент(и)              | Трајање |  |
| 14.             | White Rabbit    | Грејс Слик      | Енди Дод Џон Волаитиз [б] | 5:11    |  |
| Укупно трајање: | Укупно трајање: | Укупно трајање: | Укупно трајање:           | 53:51   |  |

Напомене
- ^[а]  — главна и вокална продукција
- ^[б]  — вокална продукција

## Историја издавања
| Област | Датум             | Формат(и)                              | Издавач | Издања            | Реф.  |
| ------ | ----------------- | -------------------------------------- | ------- | ----------------- | ----- |
| разне  | 13. октобар 2017. | CD дигитално преузимање стриминг винил | RCA     | експлицитна чиста | [ 1 ] |